# Axel Pehrsson
Axel Alarik Pehrsson-Bramstorp (Öja, 19 agosto 1893 – Lilla Isie, 19 febbraio 1954) è stato un politico svedese.
Dapprima fu membro del Partito Popolare Liberale e successivamente della Lega degli agricoltori, per il quale ricoprì l'incarico di Primo ministro della Svezia dal 19 giugno al 28 settembre 1936. Il suo governo fu l'ultimo a non essere retto da un socialdemocratico fino alla nomina a Primo Ministro di Thorbjörn Fälldin nel 1976.